# Keltische Gottheiten
Keltische Gottheiten ist der Sammelbegriff für Götter und Wesen der Keltischen Mythologie und Religion, die innerhalb des Bereiches der keltischen Kultur (Celticum) von den Stämmen der Britischen Inseln, Galliens, den keltiberischen Völkern und den Ostkelten der Donauländer und Galatiens vor ihrer Christianisierung verehrt wurden. Archäologische wie philologische Zeugnisse ergeben das Bild einer polytheistischen Anschauung mit zahlreichen lokalen und regionalen, aber auch einigen überregional verbreiteten keltischen Gottheiten. Überliefert sind die Namen der Gottheiten festlandkeltischer Kulturen durch Inschriften und die Werke antiker griechischer und römischer Autoren; auch die der Inselkelten durch frühmittelalterliche Aufzeichnungen keltischer Mythen und Sagen. Während Muttergottheiten im gesamten keltischen Raum anzutreffen waren, lassen sich Vatergötter oder Götterväter kaum verlässlich benennen. Wichtige Positionen nahmen hingegen Toten-, Handwerks- und vor allem Kriegsgottheiten ein. Ob Götter mit Tierattributen oder in Tiergestalt im keltischen Kult eine wesentliche Rolle spielten, ist umstritten.

## Götterbegriff, Etymologie und Quellenlage
Das rekonstruierte indogermanische Wort für Gott oder Göttin, *deiuos, *deiuih2, ist in allen keltischen Sprachen als Stamm vorhanden. In Gallisch und Britannisch lautet er *dēvo- oder *dīvo- und ist außer in Namen auch in der Bilingue (von lat. bilinguis „zweisprachig“) von Vercelli als teuoxtonion, daraus dēvo-gdonion „Götter und Mensch“ überliefert; irisch día, Plural dè, kymrisch dwyw, jünger duw. Vom britannischen deva „Göttin“ leitet sich der in Britannien häufige Flussname Dee ab.
Die Vorstellungen der Kelten von ihren Gottheiten sind im Wesentlichen nicht bekannt, da es dafür kaum ältere schriftliche Überlieferungen gibt. Dass die Götter allerdings als anthropomorph gesehen wurden – bis hin zur Unterscheidung männlich-weiblich sowie der Existenz von Götterfamilien – ist nicht nur auf vielen Kultbildern zu sehen, sondern auch an einer in der Literatur häufig vorzufindenden Mensch-Gott-Analogie. Ein einheitliches Pantheon, wie es aus der griechisch-römischen Mythologie bekannt ist, kann für die keltischen Gottheiten nicht angenommen werden.
Hypothesen zur Struktur der keltischen Götter und zu indogermanischen Religionen insgesamt („Drei-Funktionen-Theorie“) in der vergleichenden Mythen- und Religionsforschung des 20. Jahrhunderts durch ihren Einbringer Georges Dumézil, und in dessen Nachfolge, besonders für das Celticum zum Beispiel durch Jean J. Hatt und Jan de Vries, werden unter Keltologen heute kritischer bewertet und teilweise nicht mehr akzeptiert.
Die Interpretatio Romana und die Interpretatio Graeca – keltische Götter werden als klassische Gottheiten interpretiert – stellen lediglich ein sehr vereinfachtes Bild der Götterfunktionen dar und sagen zum dazugehörenden Mythos praktisch nichts aus. Die Probleme der Griechen und Römer bei der Gleichsetzung klassischer keltischen Gottheiten ist auf ihr weitgehendes Unverständnis für die Vielschichtigkeit der Keltengötter zurückzuführen. Aus rechtspolitischen Gründen unterstellt Marcus Tullius Cicero, der mit diesem Argument eine günstige Prozessposition für einen Klienten erreichen wollte, den Galliern nahezu Gottlosigkeit. Der im inselkeltischen Bereich verbreitete Euhemerismus, aus mythischen Heroen erst Götter, nach der Christianisierung dann wieder sterbliche Heroen werden zu lassen, lässt den Ursprung in der alten Mythologie nur mehr bruchstückhaft erkennen. Auf dem Festland sind somit die Namen der Gottheiten, dagegen auf den Inseln die Mythen – wenn auch in verfremdeter Form – erhalten geblieben:

„Von den Festlandskelten kennen wir (zum Teil wenigstens) die Religion, aber keine Mythologie, wogegen die Inselkelten die Mythologie in einer Zeit literarisch gestalteten, als die zugrundeliegende Religion nicht mehr existierte“

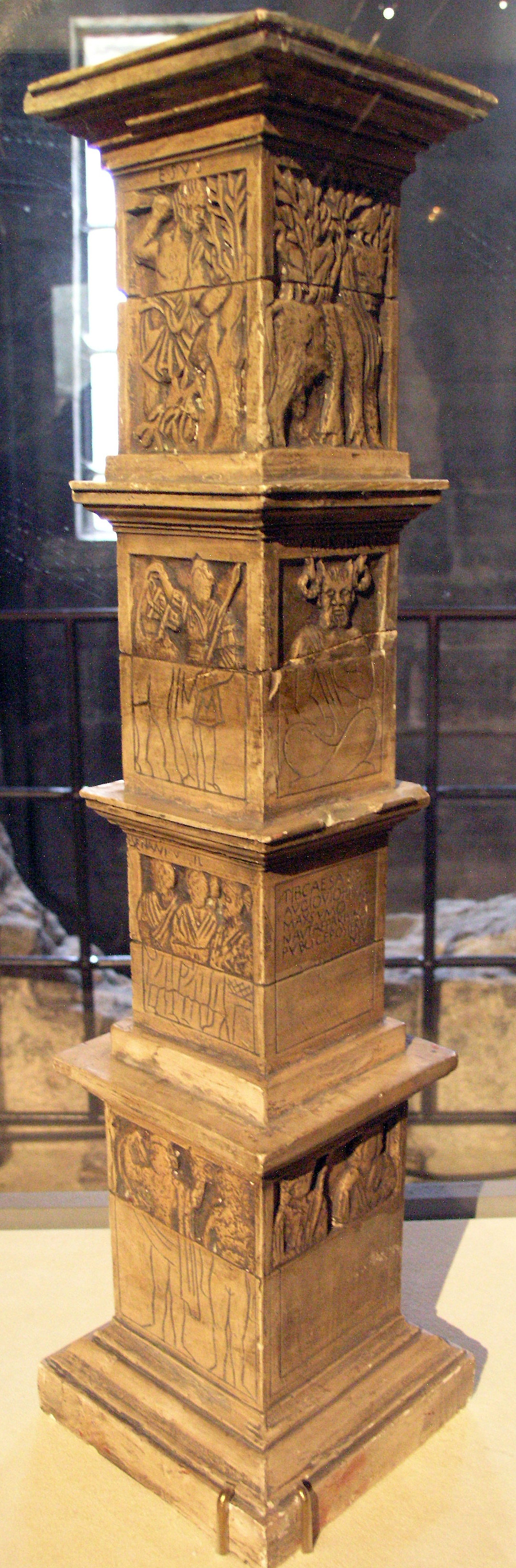
Pfeiler der Nautae Parisiaci

Obgleich es einige Gottheiten gab, die weit verbreitet waren, geht man heutzutage eher von begrenzten, lokal gebundenen Kultgemeinschaften aus. Die Archäologie bestätigt, dass die meisten bekannten Götternamen auf kleine geografische Räume begrenzt sind. Anhand von Bilddarstellungen, (Weihe-)Inschriften, Fluchtafeln (defixiones) und Texten antiker Autoren sowie frühmittelalterlichen Sagen – besonders im inselkeltischen Bereich – kann man einige „göttliche Archetypen“ ausmachen, die im gesamten keltischen Kulturkreis verbreitet waren. Beispiel dafür ist Belenus/Belinus, oft mit Apollon gleichgesetzt, der auf Inschriften in Aquileia (noch heute im Namen des Stadtteiles Beligna), in Frankreich (Saint-Chamas, Bayeux), in Britannien (vergleiche den Königsnamen Cunobelinus) und vermutlich auch in Thrakien verehrt wurde. Der Versuch von Henri d’Arbois de Jubainville, den irischen Gott Lugh/Lugus auch als Gottheit Galliens zu postulieren, ist jedoch sehr umstritten. Allerdings ist der nahezu typisch keltische Partikularismus, der auch politisch bestimmend war, durch eine Vielzahl von Göttern (über 400) und deren deshalb unscharfe, sich überschneidende Funktionen für die lokale Begrenztheit der Verehrung verantwortlich. Eine Einteilung der Gottheiten nach diesen Funktionen ist deshalb in jedem Falle nur als Anhaltspunkt zu sehen. Eher ist anzunehmen, dass die Gottheiten eine Mehrzahl von Funktionen innehatten und diese je nach Anlass und Kult einzeln in den Vordergrund traten.
Bei den häufig auftretenden Triaden und auch der Götterpaare, ist einerseits eine Zusammenführung wegen der gleichen Funktion (siehe die Matronae oder Matronen), andrerseits als eine gegenseitige Ergänzung (Beispiel männlich/weiblich, siehe Bormo/Damona), sowie nach dem Aspekt der „Heiligen Hochzeit“, anzunehmen. Der Quader I („Götterpaarquader“) vom Pfeiler der Nautae Parisiaci kann als Beispiel für zwei Gottheiten mit jeweils gleicher Funktion gesehen werden. In diesen Verbindungen trägt die männliche Gottheit oft – manchmal ausschließlich – den römischen, während die Göttin den alten keltischen Namen beibehält (siehe Mercurius und Rosmerta). Auch über die Sprachgrenze geht die Verbindung zu einem Götterpaar manchmal hinaus, so ist in Trier (Augusta Treverorum) der keltisch/römische Lenus Mars zusammen mit der dem Namen nach eher germanischen Triade der Xulsigiae in einer Inschrift aus dem Tempelbezirk Irminenwingert genannt. Ein Zusammenhang dieser Xulsigiae mit den keltischen Göttinnen der Suleviae, die im Oberrheingebiet, Mosel, Britannien und der Stadt Rom belegt sind, wird angenommen. Wegen dieser Fundlage werden sie von einigen Forschern aber ebenfalls der germanischen Sphäre zugeordnet (siehe auch Kapitel „Keltisch-germanische Schnittstellen“). In den letzten Jahrzehnten wurden die Suleviae auch mit der in Bath verehrten Heil- und Quellgöttin Sulis in Verbindung gebracht.
Bei allen durch antike Autoren tradierten Götternamen, Funktionen, Kultformen und Inschriften ist jedoch nicht zwingend ein bereits ebenso bestehendes Brauchtum für die vorrömische Zeit vorauszusetzen.

## Regionale Überlieferungen

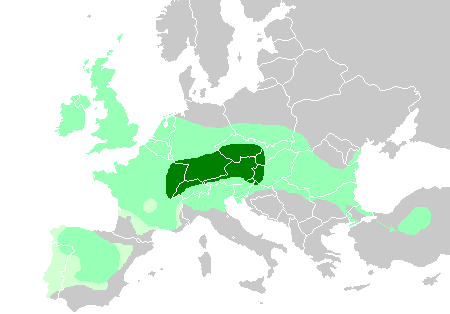
Das Celticum:
dunkel – ursprüngliches Siedlungsgebiet, hell – maximale Ausdehnung

Das Festlands-Celticum und Britannien (ohne Wales, Cornwall und Schottland) tradiert fast ausschließlich eine von den antiken Autoren aus Griechenland und Rom beeinflusste Funktionsaufteilung der Gottheiten. Eine Trennung der ursprünglich keltischen Vorstellungen und der später definierten Identifizierung mit den klassischen Göttern ist kaum möglich. Wenn beispielsweise Gaius Iulius Caesar über die Mercurius-Verehrung in Gallien schreibt:
Man sieht sehr viel Götterbilder von ihm. Sie halten ihn für den Erfinder aller Künste und für den Geleiter auf Wegen und Reisen, und es ist ihre feste Überzeugung, daß er den größten Einfluß auf Gelderwerb und Handel hat. (De bello Gallico 6,17)
so wird damit eine große Zahl lokaler Festlands-Gottheiten und ihre Funktionen einem einzigen römischen Gott zugeteilt. Der römische Kriegsgott Mars hat fast doppelt so viele keltische Beinamen wie Mercurius, aber gerade bei diesen beiden klassischen Göttern ist die Vermischung der Funktionen Handel, Reise, Handwerk und Krieg, ja auch Fruchtbarkeit evident. Die Interpretatio Celtica stellt als Gegenstück zu den Interpretationes Romana und Graeca griechisch/römische Gottheiten unter dem Namen und Abbild lokaler keltischer Götter dar. Eine Unterscheidung, in welche Richtung diese Identifikationen vorgenommen wurden, ist im Einzelfall oft schwierig.

Insel-Celticum:
Irland (grün)
Schottland (blau)
Wales (gelb)
Isle of Man (rot)
Cornwall (orange)
Aremorica (violett)

In Irland sind die von Mönchen aufgezeichneten mythologischen Erzählungen Grundlage der Kenntnis über die alten Gottheiten. Eine Interpretatio Romana gab es hier nicht, da Irland nie römisch besetzt war. Besonders das Lebor Gabála Érenn („Das Buch der Landnahmen Irlands“) aus dem frühen 9. Jahrhundert, nennt in seinem Bericht über die Einwanderungswellen die Túatha Dé Danann, die „Stämme der Göttin Danu“, ein Göttergeschlecht, das dann im christlichen Sinne zu magiekundigen Heroen mutiert. Der Ausdruck Trí Dé Daná („Die drei Götter der Danu“), womit die drei Kinder der Danu benannt werden – Brian, Iuchar und Iucharba – weist darauf hin. Als Trí Dé Daná werden aber auch die drei Handwerksgötter Goibniu, Credne und Luchta sowie die Túatha-Angehörigen Dagda, Lugh und Ogma bezeichnet. Besonders der Name des Dagda wird mit „der gute Gott“ übersetzt, wenn auch etymologische Unklarheiten bestehen. Andere ausdrücklich als Gottheiten genannte mythische Figuren sind die Morrígan, die auf die altkeltische Göttin Rigani zurückzuführen ist, und der Meeresgott Manannan mac Lir. Aus dem Volk der Fomori haben die Könige Elatha und Indech beide das Patronym (Vaternamen) mac Dé Domnann („der Sohn des Gottes Domnu“). Eine klare Funktionszuweisung der irischen Gottheiten, im Sinne der Interpretatio Romana, ist aber nicht vorhanden. Versuche von Georges Dumézil und seinen Schülern, aus dem Lebor eine Funktionsaufteilung unter den Einwanderern zu konstruieren – die Fomori als Fruchtbarkeitsgötter, die Firbolg als Kriegsgötter – werden heute mehrheitlich abgelehnt. Eine andere umstrittene Einteilung kommt von d’Arbois de Jubainville, der in den Fomori die düsteren Todesgottheiten und in den Túatha Dé Danann die lichtvollen Lebensgottheiten sieht.
Für Schottland, Wales, Cornwall, die Isle of Man und die von den britischen Inseln aus bevölkerte Bretagne (Aremorica) gilt das oben Gesagte noch mehr, denn hier sind nur einige Heldenmythen überliefert, die ab dem Frühmittelalter aufgezeichnet wurden und deshalb die alten Götter der Umdeutung in mythische zauberkundige Heldengestalten weichen mussten. Dies geschah in den genannten Regionen im Unterschied zu Irland allerdings ohne den Einfluss der Klöster, die hierbei nicht als Orte der schriftlichen Tradierung fungierten. Abgesehen von der Bretagne fand hier ebenfalls keine Umdeutung der alten in klassische Götter statt, da diese Region – außer für vernachlässigbar kurze Zeit – nicht von den Römern besetzt war.

## Gottheiten und Funktionen

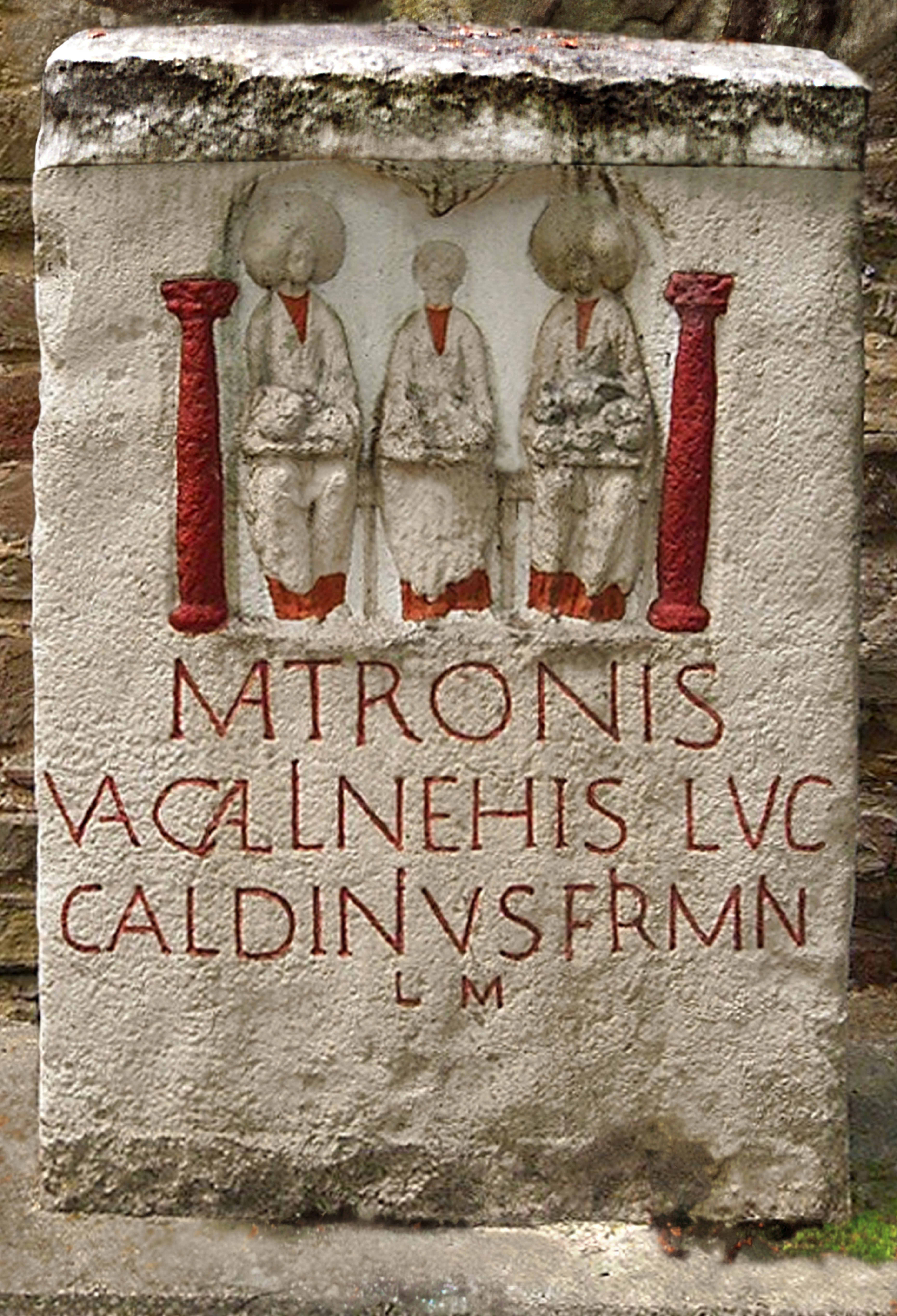
Weihestein für die Matronae Vacallinehae aus Weyer

Der Typus der Muttergottheiten (Matres, Matrae, Matronae) ist im gesamten Celticum verbreitet. Vor allem in den keltisch besiedelten Gebieten des Römischen Reiches sind vom 2. bis zum 4. Jahrhundert n. Chr. über 1000 entsprechende Funde registriert. Diese Göttinnen sind alte Fruchtbarkeits-, Heil- und Lokalgottheiten, die vermutlich bereits in vorkeltischer, eventuell schon vorindogermanischer Zeit ihren Ursprung haben, wie einige Menhir-Statuen andeuten könnten (etwa bei Le Mas d'Azaïs Montlaur und Le Mas Capelier, beide im Département Aveyron, Frankreich). In indogermanischer Zeit beginnt eine Matronenverehrung um 36 n. Chr. in Italien, ist zwischen 70 und 122 n. Chr. im Rheinland (besonders in der Gegend von Bonn) archäologisch feststellbar und endet etwa um 260 n. Chr. Zahlreiche Weihesteine der Matronae Aufaniae („Freigiebige Ahnmutter“) wurden in den 1960er-Jahren bei Bonn gefunden, solche der Matronae Vacallinehae im Tempelbezirk Pesch bei Bad Münstereifel-Nöthen, Kreis Euskirchen. Eine eindeutige Zuordnung zum keltischen oder germanischen Kultur- und Sprachraum ist wie bei vielen der Matres schwierig, da sie zumeist im Gebiet einer Mischbevölkerung verehrt wurden. In keltischer Zeit werden sie meist als Triaden in Form der Matronae dargestellt, die manchmal auch die drei Lebensalter personifizieren. Ihre Hauptfunktion ist die von Schutz- und Stammesgöttinnen, ein Übergang zu den Kriegs- oder Schlachtengöttinnen ist ebenfalls mancherorts feststellbar (etwa bei der Stammesgöttin Brigantia der nordbritannischen Brigantes und den „treverischen Müttern“ bei den Treverern im Raum Trier). In dieser Funktion werden sie auch von einzelnen Legionären und ganzen Truppenkörpern verehrt. In Irland wird umgekehrt die Kriegsgöttin Badb/Bodb auch mit dem Beinamen tuath thíre („Volk des Landes“), also etwa „Landesherrin“, benannt.

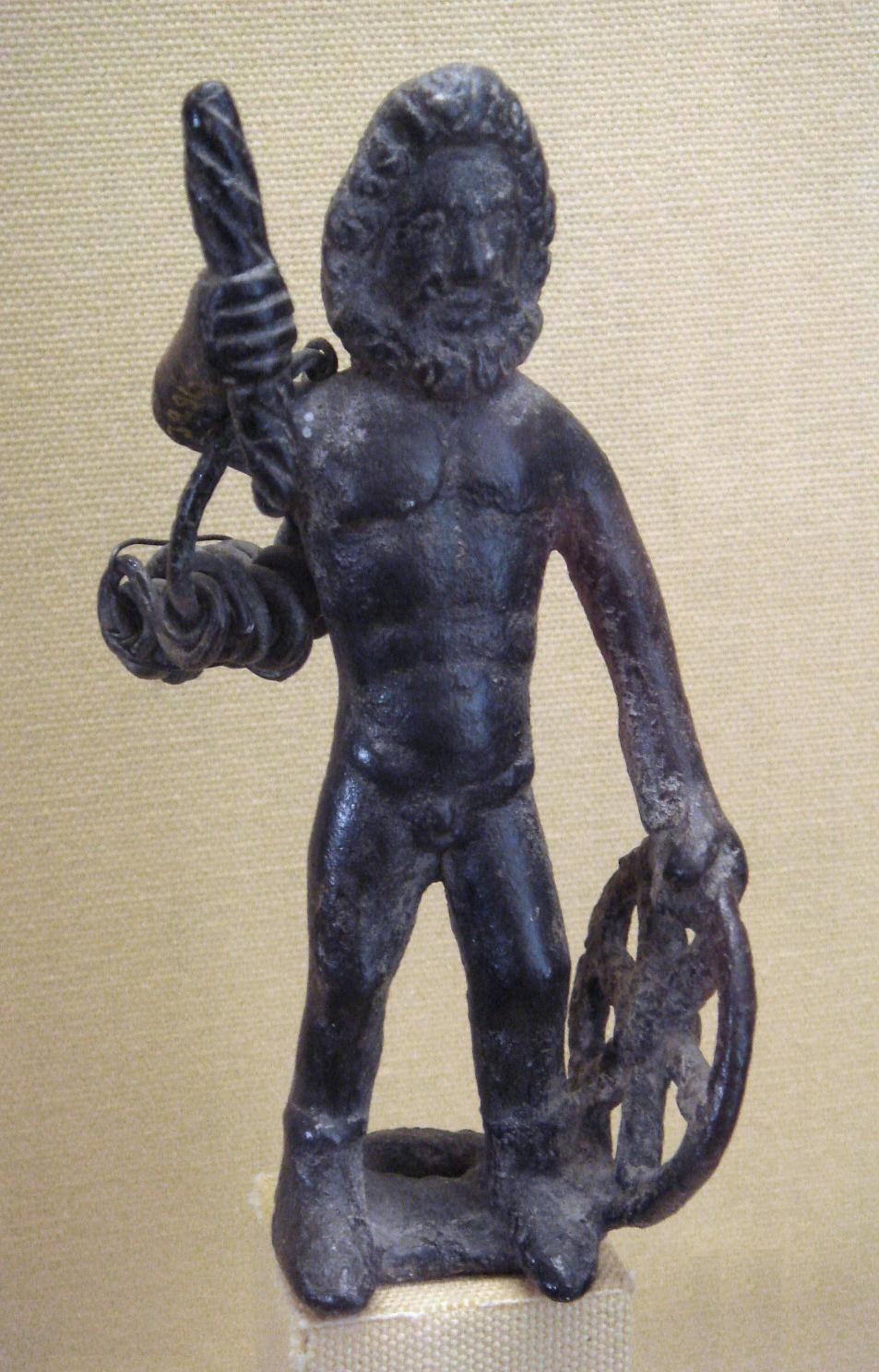
Taranis-Iuppiter von Le Châtelet de Gourzon, Département Haute-Marne

Ein Vatergott oder Göttervater im Sinne der klassischen Himmels-Hierarchie lässt sich für die Kelten nicht bestimmen. Caesar schrieb, die Kelten glaubten, dass sie alle von Dis Pater abstammten, dem griechischen Hades. Dies deutet auf einen Zusammenhang mit dem Todesgott hin, denn der Tod wird von den Druiden als Beginn des neuen Lebens gesehen, so dass der chthonische Todesgott gleichzeitig eine Fruchtbarkeitsfunktion innehat. Dispater wird in den Berner Lukan-Scholien mit Taranis gleichgesetzt, dem ja nach dieser Textstelle auch Menschenopfer dargebracht würden. An einer anderen Stelle der Scholien wird Taranis allerdings mit Iuppiter gleichgestellt, auf einer Inschrift in Rom mit Herakles. Sehr oft wird dem Dispater die Göttin Aericura zur Seite gestellt, besonders im Osten des Celticums. Ein Beispiel dafür ist die Inschrift auf einem Relief aus Sulzbach, wo Dispater mit einer Schriftrolle dargestellt wird. Dies wird als Buchführung über die aus dem Leben Abzuberufenden gedeutet. Im Westen des Celticums wird der Gott Sucellus anstatt Dispaters genannt, den Émile Linckenheld wegen seines Schlägelattributes als Schmiede- und Metallverhüttungsgottheit sieht, denn auch das Schmiedehandwerk und die Verhüttung werden mit einem chthonischen Todesgott in Verbindung gebracht. Als seine Gefährtin wird die Göttin Nantosuelta erwähnt. Ein Doppelrelief bei Sarrebourg (jetzt im Musée d'Art et d'Histoire de Metz) zeigt die beiden Gottheiten nebeneinander stehend mit ihren Attributen. Das Häuschen, das Nantosuelta auf den meisten Abbildungen in der Hand trägt, weist sie auch als Schutzgöttin des Hauswesens und des Wohlstandes aus. Eine andere Hauptgottheit ist Teutates („Vater des Volkes“ ?), der unter der Namensvariation Teutanus in dem spätkeltischen Oppidum der Eravisker auf dem heutigen Gellértberg in Budapest (Aquincum) verehrt wurde. Auf dem Berg, den die Römer wahrscheinlich Mons Teutanus nannten ist vom 2. bis in das 3. Jahrhundert n. Chr. jährlich am 11. Juni von den Duoviri der Aquincumer Colonia ein Altarstein für Teutanus errichtet worden, der mit dem Iuppiter Optimus Maximus identifiziert wurde. In den Lukan-Scholien wird er allerdings durchgehend mit Mercurius gleichgesetzt, auf einigen antiken Inschriften mit Mars. Für Irland wird als Vatergottheit der Dagda angenommen, der mit seiner Gabelkeule Leben vernichten und wieder spenden kann. Er wird deshalb auch als Todes- und Fruchtbarkeitsgott gesehen.
Die Toten- oder Todesgötter überschneiden sich, wie schon oben erwähnt, zum Teil mit den Vatergöttern, es gibt aber auch einige Todesgötter im engeren Sinne. In Irland werden hier Donn und mit Einschränkung Goll mac Duilb und Tigernmas dazugezählt. Donn trägt auch den Beinamen Fírinne, weil als sein Sitz der „Totenberg“ Cnoc Fírinne im County Limerick angenommen wird. Eine andere Version nennt die Toteninsel Tech nDuinn („Haus des Donn“, die Insel The Bull an der Westspitze der Beara-Halbinsel) als seinen Sitz, wohin alle Verstorbenen gelangen. Bei Goll und Tigernmas sind lediglich die chthonischen Beziehungen zur „Anderen Welt“ ein Anhaltspunkt, sie als Todesgötter zu sehen. Der einäugige (Unpaarigkeit zeigt magische Potenz) Goll als König von Mag Mell, Tigernmas als Begründer des Goldabbaues in Irland (Totengötter waren fast immer auch Götter des Reichtums) und wegen seines Todes zu Samhain, in den er drei Viertel der irischen Bevölkerung mitnahm. Noch unsicherer ist der festlandskeltische Gott Ogmios einzuordnen, obwohl die Beschreibung bei Lukian von Samosata (Hercul. I) ihn in die Nähe des griechischen Charon rückt. Alle mit der Anders-/Unterwelt verbundenen Gottheiten als Totengötter einzuordnen, ist sicherlich unzulässig, ebenso wenig können die im gesamten Celticum weit verbreiteten Opferschächte und Opfergruben überall mit einem Totengott-Kultus der lokal dort verehrten Gottheit in Verbindung gebracht werden (siehe auch Viereckschanze).
Eine große Zahl von Handwerksgottheiten ist zusätzlich zu den schon genannten überliefert, was die Bedeutung des Handwerks für die Kelten veranschaulicht. Die Trí Dé Daná in Irland sind der Grund, warum die Túatha Dé Danann auch als „Stamm der Götter mit dem handwerklichen Geschick“ gesehen werden. Besonders Lugh wird als Träger dieser Funktion sowohl auf dem Festland als auch auf den Inseln hervorgehoben, was auch auf einer Inschrift in Osma, Provinz Soria in der Hispania Tarraconensis zu lesen ist: „Im Namen der Schustergilde machte Lucius Licinius (?) Urcico den Lugoves das Heiligtum zum Geschenk“. Der Name Lugoves wird als triadischer Begriff von Lugus gedeutet, dieser Gott wurde somit als Dreiheit, zumindest aber als Zweiheit verehrt. Lughs irischer Beiname (sam)ildánach bedeutet bezeichnenderweise „der Vielbegabte“. Der kymrische Name für Lugh ist Llew Llaw Gyffes und dieser wird in den walisischen Triaden als „einer der drei göttlichen/goldenen Schuster“ bezeichnet.
Einige der Schmiedegötter werden zugleich als Heilgötter gesehen. Besonders bei den Lokalgottheiten sind die Quellheiligtümer stets auch als deren Kultort zu sehen, wie bei den Suleviae, bei Grannus, Sequana, Bormo und Damona. Im römischen Namen von Aachen, Aquae Granni, einem „Kurort der niedergermanischen Armee“, ist der Heilgott Grannus zu finden. In Irland ist es wieder ein Túatha-Angehöriger, nämlich der Götterarzt Dian Cecht mit seiner lebenspendenden Quelle.
Die Kriegs- und Schlachtengottheiten spielten bei den Kelten ebenfalls eine große Rolle; bei den griechischen und römischen Autoren ist der Hinweis auf die „typisch keltische“ Kampffreudigkeit dieses Volkes ein immer wiederkehrendes literarisches Klischee.
…denn zu dieser Zeit hatte die Tyche (die griechische Göttin des Schicksals) eine gleichsam pestartig ansteckende Kriegswut über die Gallier kommen lassen.
Zu den Attributen des Kriegsgottes in Britannien gehört fast immer ein Hornschmuck auf dem Haupt, meist Widder-, Bocks- oder Stierhörner, aber kein Geweih wie bei Cernunnos. Einige der hier bereits genannten Götter und Göttinnen sind zusätzlich als Kriegsgötter zu sehen; soweit nicht schon in dieser Funktion genannt, zählen noch auszugsweise dazu: In Irland neben Badb/Bodb die Göttinnen Morrígan, Nemain und Ernmas, in Britannien Andraste, auf dem Kontinent der mit Mars gleichgesetzte Esus und die Göttin Nemetona. Ob auch die Kampfdämoninnen wie Scáthach aus Alba (Schottland) zu den Kriegsgottheiten zu zählen sind, ist umstritten. Das bei allen Kelten für die Schlacht bedeutsame Kriegsgelärme nennen die Iren im Lebor Gabála Érenn eine göttliche Erfindung der Túatha Dé Danann.

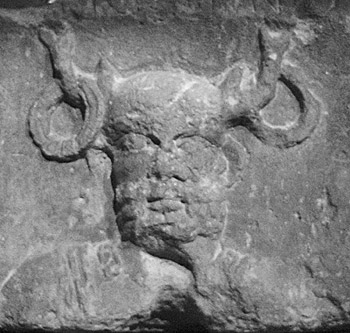
Cernunnos auf der Nautae Parisiaci-Säule

Ob es tatsächliche Tiergottheiten gab oder ob es sich hier um besonders enge Beziehungen zu bestimmten Tieren handelt, die durch entsprechende Attribute der Gottheit zugeordnet sind, kann nicht eindeutig unterschieden werden. So wird Cernunnos mit einem (Hirsch?-)Geweih dargestellt – auf dem Pfeiler der Nautae Parisiaci und vermutlich auch auf dem Kessel von Gundestrup. Andarta und Artio weisen durch ihren Namen (altkeltisch *artos) auf den Bären hin. Das Schwein, im Speziellen der Eber, ist das Reittier der Göttin Arduinna, beim Gott Moccus wird der Name wahrscheinlich vom irischen mucc bzw. walisischen mochyn (beides = „Schwein“) abgeleitet. Der Göttinnenname Damona wird mit dem irischen dam („Rind“) in Verbindung gebracht, der Tarvos Trigaranus ist der „Stier mit den drei Kranichen“ in Verbindung mit dem Gott Esus. Badb/Bodb wird von irisch *bodua („Krähe“) abgeleitet. Pferdegöttinnen sind die gallische Epona und die walisische Rhiannon, die ursprünglich als Gottheit verstanden wurde. Tiermasken bei Fruchtbarkeitsritualen sind ebenfalls ein Hinweis auf eine Verbindung zu den Göttern.

## Keltisch-germanische Schnittstellen
Ältere Beziehungen (aus der Vor-Eisenzeit) zwischen Kelten und Germanen sind sprachhistorisch nicht feststellbar, ab der Späthallstatt- und Latènezeit werden friedliche und kriegerische Kontakte angenommen, was an gemeinsamen Wortwurzeln feststellbar ist. Ein keltisch-germanischer Kulturverband des Nordseeraumes ist ebenfalls sprachlich fixierbar sowie der Kesselkult, der gleichermaßen bei beiden Völkern im täglichen Leben und in der Mythologie vorkam. Angenommen wird, dass die Muttergottheiten (siehe oben bei den Xulsigiae/Suleviae und den Matronae Vacallinehae) ursprünglich keltisch waren und von den Germanen in Form der Mädchen-Frau-Matrone-Triaden übernommen wurden. Weitere, bisher noch nicht genannte Götter, deren Zuordnung umstritten ist, sind Arvernus, Baldruus, Cimbrianus, Gebrinius, Magusanus und die Göttinnen Aericura und Vercana.